# اودا نوبوماسا
اودا نوبوماسا (به ژاپنی: 織田 信正) (۴ ژوئن ۱۵۵۴–۲۱ دسامبر ۱۶۴۷ میلادی) یک سامورایی در دوره ادو، پسر نامشروع اودا نوبوناگا (۱۵۸۲–۱۵۳۶) بود مادر او خواهر هارادا نائوماسا یکی از ملازمان خاندان اودا بود. وی با وجودیکه سه سال زودتر از اودا نوبوتادا (۱۵۸۲–۱۵۵۷) نخستین فرزند مشروع نوبوناگا به دنیا آمده بود، به‌طور قانونی جایگاهی به عنوان جانشینی پدر نداشته و پس از تولد به فرزندخواندگی یکی از ملازم نوبوناگا بنام مورای ساداکاتسو درآمد و به همین دلیل مورای شیگه‌کاتسو نیز خوانده می‌شود.

## خانواده
- پدر: اودا نوبوناگا (۱۵۸۲–۱۵۳۶)
- برادران:
  - اودا نوبوتادا (۱۵۸۲–۱۵۵۷)
  - اودا نوبوکاتسو (۱۵۵۸–۱۶۳۰)
  - اودا نوبوتاکا (۱۵۵۸–۱۵۸۳)
  - هاشیبا هیده‌کاتسو (۱۵۶۷–۱۵۸۵)
  - اودا کاتسوناگا(۱۵۶۸–۱۵۸۲)
  - اودا نوبوهیده (۱۵۷۱–۱۵۹۷)
  - اودا نوبوتاکا (۱۵۷۶–۱۶۰۲)
  - اودا نوبویوشی (۱۵۷۳–۱۶۱۵)
  - اودا نوبوسادا (۱۵۷۴–۱۶۲۴)
  - اودا نوبویوشی (مرگ ۱۶۰۹)
- خواهران:
  - توکوهیمه (۱۵۵۹–۱۶۳۶)
  - فویوهیمه (۱۵۶۱–۱۶۴۱)
  - هیده‌کو (مرگ ۱۶۳۲)
  - ای‌هیمه (دختر اودا نوبوناگا)  (۱۵۷۴–۱۶۲۳)
  - هون‌این
  - سان نو مارو دونو (مرگ ۱۶۰۳)
  - تسوروهیمه (همسر ناکاگاوا هیده‌ماسا)